# Фотобумага
Фотобума́га, фотографическая бумага — фотоматериал на непрозрачной бумажной подложке. Состоит из высококачественной бумаги, на которую нанесены одна или несколько светочувствительных фотоэмульсий. По составу эмульсионных слоёв различают галогеносеребряные и бессеребряные фотобумаги. К последним относятся диазотипные фотобумаги, бумаги с солями железа, платины и других металлов. Фотобумага может быть позитивной и обращаемой: в последнем случае позитивное изображение получается при печати с диапозитива. В современной цифровой фотографии фотобумагой также называют не чувствительную к свету бумагу специальных сортов, а бумагу рассчитанную на высококачественную цветную печать струйными, термосублимационными и лазерными принтерами.

## Историческая справка
Первая в истории фотографии фотобумага была создана английским изобретателем Уильямом Фоксом Тальботом (англ. William Henry Fox Talbot) в 1841 году и предназначалась для фотопроцесса под названием калотипия. Листы писчей бумаги обрабатывались хлористым серебром, приобретая светочувствительность, и становились пригодными для получения негатива, с которого затем контактным способом на такой же бумаге печатались позитивы. Хлорид серебра пропитывал всю бумагу, и её волокнистая структура пропечатывалась в изображении, снижая качество снимка. Калотипия и «солёная бумага» не получили широкого распространения, уступив рынок дагеротипии, не предусматривающей печати и возможности тиражирования снимков. Немаловажную роль в этом сыграла передача технологии дагеротипии в общественное достояние, тогда как калотипия была запатентована Тальботом, требуя отчислений правообладателю.

### Дневные фотобумаги
Альбуминовая фотобумага, пригодная для высококачественной фотопечати, появилась только в 1855 году. Её изобретатель Луи Дезире Бланкар-Эврар (фр. Louis Désiré Blanquart-Evrard) предложил не пропитывать бумагу светочувствительным галогенидом серебра, а растворять его в альбумине, слой которого затем наносится на бумажную подложку. В результате, волокнистая структура бумаги никак не отражается на изображении. Изобретённый годом позже мокрый коллодионный процесс позволил получать высококачественные негативы на стеклянных фотопластинках, с которых на альбуминовой бумаге можно было изготавливать фотографии с отличной детализацией и богатыми полутонами.
Как «солёная бумага» для калотипии, так и альбуминовая были хлоросеребряными с максимумом спектральной чувствительности к ультрафиолетовому излучению. Это обстоятельство, а также очень низкая общая светочувствительность, заставляли использовать для печати дневной свет, благодаря чему эта и последующие разновидности хлоросеребряных фотобумаг получили название «дневных». Печать на них происходила под прямым или рассеянным солнечным светом, содержащим значительную долю ультрафиолетового излучения. Другое название этих фотоматериалов — «бумаги с дневным проявлением» — получено ими благодаря отсутствию стадии химического проявления. Листы фотобумаги с наложенными на них стеклянными негативами в специальных копировальных рамках выставлялись на дневной свет, и под его воздействием в течение 25—30 минут появлялось видимое изображение. Затем фотобумага тонировалась и фиксировалась в растворе вираж-фиксажа. Альбуминовая печать благодаря низкой себестоимости оставалась доминирующей позитивной технологией вплоть до последней четверти XIX столетия.
Однако, несмотря на высокое качество изображения, альбуминовые фотобумаги обладали и существенным недостатком: их окончательное приготовление нужно было выполнять непосредственно перед печатью, поскольку светочувствительность сохранялась в течение лишь нескольких часов. Проблема была частично устранена в так называемых протальбинных фотобумагах, изготовленных на основе альбумина растительного происхождения. Аналогичные казеидиновые фотобумаги в качестве связующего вещества использовали белок, извлечённый из молока. Ещё более стойкими оказались целлоидиновые фотобумаги, светочувствительное хлористое серебро на которых удерживалось слоем коллодия. Последний тип фотобумаг, выпускавшийся промышленно с 1884 года, оставался пригодным в течение трёх-четырёх месяцев. В России этот тип фотоматериала часто называли «коллодионовой» бумагой. В 1887 году австрийский отставной офицер Джузеппе Пиццигелли (нем. Giuseppe Pizzighelli) получил патент на способ изготовления фотобумаги для платиновой печати. Благодаря простоте процесса и высокому качеству изображения платиновая фотобумага к концу XIX века вытеснила с рынка большинство предыдущих позитивных технологий. Кроме того, платиновые отпечатки оказались значительно долговечнее альбуминовых и целлоидиновых, выцветавших на свету в течение нескольких лет.

### Фотобумаги с проявлением
Платиновая фотобумага выпускалась большинством мировых производителей, в том числе компанией Eastman Kodak под названием «Анжело». Господство технологии прекратилось с началом Первой мировой войны, в результате которой платина резко подорожала, став в 52 раза дороже серебра. Нишу платиновых фотобумаг быстро заняли желатиносеребряные, впервые выпущенные Джозефом Суоном (англ. Joseph Wilson Swan) ещё в 1879 году. Однако качество первых фотобумаг, на которые просто поливали эмульсию сухих броможелатиновых фотопластинок, оставляло желать лучшего. Ситуация изменилась лишь в последнем десятилетии XIX века, когда был налажен массовый выпуск на рулонных поливочных машинах. Часть бумаг с хлоросеребряной желатиновой эмульсией принадлежали к привычному типу «дневных», получив название «аристотипных». Первые аристотипные фотобумаги выпущены в 1885 году немецкой компанией Liesegang, и иногда назывались «цитратными» из-за обязательной добавки лимонной кислоты в эмульсию.
Однако, более высокочувствительные бромосеребряные фотобумаги с химическим проявлением невидимого скрытого изображения быстро завоевали популярность, благодаря возможности их использования для фотоувеличения. Распространение мелкозернистых фотоплёнок и фотоаппаратуры с небольшим форматом кадра заставляло искать альтернативу контактной печати, дававшей позитив того же размера, что и кадровое окно камеры. Высокая светочувствительность бромосеребряных фотобумаг, в том числе к искусственному освещению, позволила увеличивать негативы с помощью оптической проекции. В то же время, в отличие от дневных фотобумаг, бромосеребряные не допускали обработки при слабом рассеянном свете, требуя полного затемнения фотолаборатории и её неактиничного освещения лабораторными фонарями. Тем не менее, распространение роликовых фотоплёнок быстро привело к повсеместному переходу от дневных фотобумаг к бромосеребряным, допускающим увеличение. Хлоробромосеребряные фотобумаги с проявлением оказались пригодными для обработки при распространённом в конце XIX века газовом освещении жёлтого цвета, получив из-за этого название «газопечатных».
Для повышения отражающей способности и уменьшения впитывания эмульсии, бумажную подложку стали покрывать баритовым подслоем, благодаря чему желатиносеребряные фотобумаги иногда называют «баритовыми». Технология запатентована в 1881 году французами Гутине и Лами для целлоидиновых фотобумаг. Однако, впервые процесс освоен только в 1894 году в Германии, а с 1900 года баритовый подслой стал применять Eastman Kodak. С 1955 года производители начали добавлять в баритовый слой оптические отбеливатели, обладающие эффектом фотолюминесценции для усиления яркости светов. Желатиновые бумаги, как «дневные» аристотипные, так и бромосеребряные с проявлением, доминировали в чёрно-белой фотографии вплоть до распространения цифровых технологий и последующего вытеснения химической фотопечати струйными и лазерными принтерами. Дальнейшим развитием желатиносеребряной технологии стали цветные хромогенные фотобумаги, впервые выпущенные компанией Eastman Kodak в 1941 году для печати со слайдов. В отличие от чёрно-белых фотобумаг, содержащих единственный светочувствительный слой, цветные состоят как минимум из трёх, сенсибилизированных к разным участкам видимого спектра.

### Цветные фотобумаги
Наибольшую популярность приобрели позитивные цветные фотобумаги, предназначенные для печати с многослойного негатива, и впервые выпущенные в 1942 году фирмой Agfa. После экспозиции и последующего цветного проявления в зонально-чувствительных слоях кроме металлического серебра синтезируются красители, цвета которых подбираются дополнительными к экспонировавшему их излучению. После отбеливания серебра и фиксирования на фотобумаге при помощи субтрактивного синтеза образуется цветное изображение, цвета которого совпадают с окраской объекта съёмки.
Кроме сложности цветокоррекции и лабораторной обработки, цветные фотобумаги первых поколений обладали ещё более существенным недостатком: стойкость получаемого на них изображения оказалась чрезвычайно низкой, уступая даже альбуминным отпечаткам. Под действием прямого солнечного света такие снимки выцветали за несколько часов, сохраняясь дольше лишь в темноте. За десять лет после начала выпуска хромогенных фотобумаг, первые отпечатанные на них фотографии были уничтожены практически полностью. В дальнейшем долговечность изображения поэтапно повышалась, в конце концов достигнув полувекового срока на фотобумагах четвёртого поколения, выпуск которых налажен компанией Fujifilm в конце 1980-х годов. Изначально высокой устойчивостью к выцветанию обладает прямопозитивная цветная фотобумага типа «Сибахром», основанная на химическом обесцвечивании азокрасителей. Это достигнуто благодаря принципиально другой технологии получения цветного изображения по сравнению с хромогенными бумагами.
Цветные фотобумаги позволили частично решить одну из важнейших проблем фотографии: экономию серебра, мировые запасы которого начали истощаться уже в XX веке. В отличие от чёрно-белых фотобумаг, изображение которых состоит из металлического серебра, в цветных после обработки остаются только красители, а серебро может быть почти полностью регенерировано из обрабатывающих растворов. Распространение машинных фотопечати и лабораторной обработки в минифотолабораториях позволило организовать централизованный возврат до 97 % серебра из хромогенных фотобумаг. Это стало одной из главных причин снижения выпуска чёрно-белых фотобумаг и повсеместного перехода на цветную печать, в том числе и с чёрно-белых негативов. Ещё одной попыткой исключить серебро из позитивного процесса стало внедрение во втором десятилетии XX века диазотипной фотобумаги, но из-за низкого качества полутонового изображения этот процесс, как и цианотипия, нашёл применение только в области копирования документации.
Одним из последних усовершенствований, которым подверглась фотобумага, стала замена баритажа покрытием бумажной основы целлулоидом с обеих сторон. Такое устройство, впервые использованное компанией Eastman Kodak в 1968 году для фотобумаг военного назначения, оказалось выгодным и в гражданской сфере. Полиэтиленовое покрытие практически исключает проникновение обрабатывающих растворов в бумажную основу, ускоряя промывку и сушку. По международной классификации фотобумаги с полиэтиленированной подложкой обозначаются аббревиатурой «RC» (англ. Resin Coated) или «PE» (англ. Polyethylene), тогда как менее распространённые фотобумаги с классической бумажной основой маркируются буквами «FB» (англ. Fiber Base). Большинство современных чёрно-белых фотобумаг обладают переменным контрастом, что избавляет от необходимости индивидуального подбора бумаги к каждому негативу. Поликонтрастные фотобумаги вместо одного несенсибилизированного эмульсионного слоя содержат два или три с различными спектральной сенсибилизацией и коэффициентами контрастности. В зависимости от цвета использованного корректирующего светофильтра наибольшую экспозицию при печати может получить мягкий или контрастный слой.
В 2016 году компания Galaxy Photography совместно с краудфандинговым проектом Kickstarter планируют запустить производство обращаемой фотобумаги в формате «рольфильм» для среднеформатных фотоаппаратов. После съёмки и короткой лабораторной обработки на рулоне получаются позитивные изображения, пригодные для помещения в фотоальбом.

## Строение фотобумаги
Классическая «баритовая» чёрно-белая фотобумага состоит из четырёх основных слоёв. Первым считается собственно бумажная подложка, которая изготавливается из древесной целлюлозы. Первые фотобумаги изготавливались только на хлопчатобумажной подложке, и лишь в 1929 году компания Eastman Kodak разработала технологию изготовления основы из древесины, вскоре ставшую общепринятой.
На бумажную подложку нанесён второй слой, состоящий из сульфата бария («бланфикса»), растворённого в желатине. Этот слой, называемый баритовым подслоем или «баритажем», предотвращает проникновение эмульсии в саму бумагу, а также вредное воздействие соединений, которые могут находиться в подложке, на готовое изображение. Кроме того, благодаря высокой отражательной способности, баритовый подслой повышает белизну в светах изображения. В большинстве случаев наносится несколько баритовых слоёв, количество которых зависит от требуемой фактуры поверхности: в матовых фотобумагах их меньше, чем в глянцевых. Для получения фактурной поверхности фотобумаги на баритовый подслой специальным каландровым валом накатывается рельефный рисунок.
Поверх баритажа нанесён главный слой фотобумаги — светочувствительная фотоэмульсия с микрокристаллами галогенидов серебра, взвешенными в желатине. Толщина эмульсии большинства фотобумаг не превышает 5 микрон. Эмульсия практически всех фотобумаг обладает невысокой светочувствительностью и чрезвычайно мелким зерном. При этом контраст её достаточно высок, чтобы получать насыщенные изображения с глубокими чёрными тенями. Сверху эмульсия покрыта четвёртым слоем задубленной желатины, который выполняет роль защитного.
Цветные фотобумаги обладают более сложным устройством: вместо одного светочувствительного слоя в них используются три с различной спектральной сенсибилизацией. Кроме того, между ними наносятся промежуточные связующие слои, а в некоторых случаях окрашенные фильтровые, которые обесцвечиваются в процессе лабораторной обработки. В современных цветных фотобумагах, рассчитанных на печать с маскированных негативов, слои располагаются в следующем порядке: под верхними защитными слоями помещёна панхроматическая хлоросеребряная эмульсия, чувствительная только к красному свету. Как и следующий зелёночувствительный ортохроматический слой, он нечувствителен к синему свету, благодаря особенностям хлористого серебра. В то же время, нижний несенсибилизированный слой изготавливается из бромистого серебра, естественная чувствительность которого лежит в синей области. Такое расположение слоёв обратно использующемуся в негативных и обращаемых фотоплёнках, и применяется во всех позитивных фотоматериалах с «перемещёнными слоями». Оно обусловлено невозможностью цветоделения окрашенными промежуточными слоями из-за высокой отражательной способности непрозрачной подложки. Кроме микрокристаллов галогенида серебра эмульсионные слои цветных фотобумаг содержат цветообразующие компоненты, синтезирующие в процессе цветного проявления красители. Цвет последних подбирается дополнительным к экспонировавшему соответствующий слой излучению.
На баритованной бумажной основе могут изготавливаться как чёрно-белые, так и цветные фотобумаги. Однако, в настоящее время все цветные фотобумаги и бо́льшая часть чёрно-белых изготавливается на бумаге, обе стороны которой покрыты слоем полиэтилена. Такое строение ускоряет лабораторную обработку, почти полностью предотвращая проникновение воды и реактивов в подложку. Баритаж в этом случае имитируется добавлением в лицевой слой полиэтилена диоксида титана, повышающего отражательную способность.

## Долговечность изображения
Качество изображения, получаемого при современной цифровой печати красками на обычной бумаге уже не уступает фотобумагам ни по разрешающей способности, ни по цветовому охвату, а иногда даже превосходит их. Однако, фотобумаги продолжают сохранять за собой лидерство в области долговечности изображения при сравнительно невысокой себестоимости печати. Чёрно-белые желатиносеребряные фотобумаги при условии качественного фиксирования и промывки сохраняют изображение в течение, как минимум, 50 лет в нормальных условиях хранения. При архивном хранении без доступа света и агрессивных веществ изображение на бромосеребряных фотобумагах с бескислотной подложкой может храниться более 100 лет. Эти сроки сохраняемости подтверждаются многолетней практикой.
Современные хромогенные фотобумаги типа Fujifilm Super FA (например, «Fujicolor Crystal Archive Paper»), обрабатываемые по процессу RA-4, по заявлению производителя сохраняют под стеклом неизменные цвета в течение более 50 лет. Эти же данные подтверждаются независимыми исследователями на основе испытаний методами ускоренного старения. Отпечатки на цветных фотобумагах Konica, Ilford и Agfa хранятся менее 20 лет, а на «Kodak Ektacolor» не более 10. Тем не менее, по сравнению с печатью на большинстве современных струйных принтеров, долговечность хромогенных отпечатков значительно выше. Наилучшие результаты достижимы на фотобумагах типа «Сибахром», но их выпуск прекращён в 2012 году.
Сравнительно дешёвые картриджи для струйных принтеров заряжаются нестойкими чернилами на водной основе, и их долговечность не превышает пятилетнего срока, а при воздействии солнечного света отпечатки выцветают за несколько месяцев. При использовании специальных сортов бумаги и дорогих картриджей, в том числе с пигментными чернилами, себестоимость цифровой печати начинает превышать хромогенную. Например, средняя цена систем «Canon Laser Copier» (CLC), обеспечивающих 25-летнюю сохранность цветных копий, превышает 20 тысяч евро, а себестоимость отпечатка формата A3 приближается к 30 рублям. Благодаря невысокой стоимости и хорошей сохраняемости, фотобумага продолжает удерживать долю рынка в сегменте относительно небольших форматов печати. Широкоформатная печать практически целиком выполняется цифровыми устройствами на несветочувствительной бумаге.

## Классификация фотобумаг
Все фотобумаги делятся на две главные группы: чёрно-белые и цветные. Первые предназначены для получения монохромного изображения, общий цветовой оттенок которого может варьироваться в зависимости от сорта эмульсии и режима лабораторной обработки. Цветные фотобумаги предназначены для получения изображения в натуральных цветах объекта съёмки и обладают сложным строением.
Как чёрно-белые, так и цветные фотобумаги делятся ещё на две группы: общего назначения и специальные. Фотобумага общего назначения предназначена для профессиональной и любительской фотографии. Специальные фотобумаги предназначены для различных научно-технических целей. В свою очередь, они делятся на регистрирующие и документные.

### Тип эмульсии
Чёрно-белые фотобумаги классифицируются по типу галогенида серебра, использованного для изготовления эмульсионного слоя. От этого зависят главные характеристики фотобумаги и особенности технологии печати на ней.
- хлоросеребряная — максимум чувствительности в ультрафиолетовой зоне. Характерна для всех фотобумаг с «дневным» проявлением;
- бромосеребряная — максимум чувствительности в сине-фиолетовой области спектра. Наиболее распространённый тип эмульсии в фотобумагах с химическим проявлением;
- хлоробромосеребряная — неактиничным является жёлтое освещение. В конце XIX века такие фотобумаги назывались «газопечатными», поскольку допускали обработку при распространённом в те годы газовом освещении[21];
- йодохлоробромосеребряная — максимум чувствительности в синей зоне спектра.

В современных цветных фотобумагах верхний панхроматический и средний ортохроматический слои изготавливаются их хлористого серебра, естественная чувствительность которого лежит за пределами видимой области. В то же время нижний несенсибилизированный слой состоит из бромистого серебра, чувствительного к синему свету. Такое строение позволяет обойтись без жёлтого фильтрового подслоя, характерного для цветных фотоплёнок, и исключить влияние отражённого от подложки света на качество цветоделения.

### Контраст
После типа эмульсии второй важнейшей характеристикой фотобумаг считается контраст, который оценивается средним градиентом характеристической кривой. В чёрно-белой фотографии подбором фотобумаги регулировали контраст конечного изображения, а также компенсировали отклонения негатива от стандартных параметров. Большинство производителей маркировали контраст цифрами от 0 до 7, причём возрастание номера соответствует более контрастной фотобумаге. В СССР кроме номеров использовались названия, например 3 номеру соответствует маркировка «нормальная», а 6 — «особоконтрастная». В большинстве случаев для печати с правильно проявленного и экспонированного негатива требуется нормальная фотобумага. Мягкая и полумягкая фотобумаги предназначены для печати с перепроявленных контрастных негативов, на которых сняты сюжеты с большим диапазоном яркостей. Вялый недопроявленный или недодержанный негатив требует контрастных сортов.

### Типы фотопроцесса
По отношению фотографического процесса к схеме «пленка-отпечаток» бумага делится на типы:
- Негативно-позитивная — большинство современных фотобумаг, на которых позитивное изображение получается при печати с негатива;
- Позитивно-позитивная — и плёнка и бумага — позитивы, например, при печати со слайда по процессам «Сибахром» или «Kodak Ektachrome»[25];
- Позитивная-позитивная — прямопозитивная плёнка одновременно выполняет функцию бумаги, как в процессе «Polaroid».

### Типы подложки
- Баритовая (FB — англ. fiber-based). Подложкой для такой фотобумаги служит «тонкая» бумага (плотность 120—135 г/м²), «полукартон» (180 г/м²) или «картон» (240 г/м²), изготовленные при соблюдении определённых требований чистоты, отсутствия механических включений, сернистых соединений и других дефектов. Подложку с лицевой стороны покрывают тонким слоем задубленной желатины, содержащей сульфат бария (эта процедура называется «баритаж»)[53]. Среди выпускаемых в настоящее время фотобумаг баритовыми бывают только черно-белые. Они относятся к наиболее дорогим сортам, предназначенным для выставочной фотопечати и галерейного хранения. По этой причине большинство современных баритовых фотобумаг изготавливаются на специальной так называемой «бескислотной» бумаге (стандарт ISO:9706), не подверженной саморазрушению и не оказывающей химического воздействия на изображение[54].
- Полиэтиленированная (RC — англ. resin-coated). Бумажный слой в такой фотобумаге заключен в два слоя полиэтилена. Она наиболее пригодна для машинной обработки, не имеет тенденции к короблению во время сушки и не требует глянцевания. Выпускаются цветные и черно-белые пластиковые фотобумаги.
- Полиэстеровая. Этот материал в основном применяется как подложка для современных цветных фотобумаг.
- Калька — полупрозрачный тонкий гибкий материал, покрытый высококонтрастной светочувствительной эмульсией. Фотокалька предназначена для получения промежуточного негатива методом контактной или рефлексной печати.

Бумага для чёрно-белой печати выпускается как с постоянным, так и с переменным контрастом. Бумага постоянного контраста делится на мягкую, полумягкую, нормальную, контрастную и особо контрастную бумаги. Большинство производителей маркируют градации контраста цифрами от 0 до 7, где нормальной фотобумаге соответствует третий номер.
Черно-белая фотобумага для мультиконтрастной печати, позволяет регулировать контраст изображения в зависимости от особенностей негатива. В такой бумаге имеются два или три светочувствительных полуслоя, с различными спектральной сенсибилизацией и коэффициентами контрастности: несенсибилизированный (синечувствительный), высококонтрастный и ортохроматический (зеленочувствительный), малоконтрастный. Её контрастность регулируется цветными светофильтрами, обычно поставляющимися в виде набора из 6—12 штук с оттенками от жёлтого до пурпурного. В зависимости от тона использованного светофильтра наибольшую экспозицию получает контрастный или мягкий полуслои, регулируя таким образом общий контраст. В связи с очевидными преимуществами мультиконтрастной фотобумаги, сорта с постоянным контрастом выпускается в ограниченном количестве.

### Фактура поверхности
Фотобумага может иметь три основных типа поверхности: глянцевая, матовая и тиснёная. Последняя в свою очередь делится на мелкозернистую, крупнозернистую, бархатистую и сатинированную. В СССР выпускались три вида тиснёной фотобумаги с разной маркировкой: тиснёная А с шёлковой фактурой, Б — с поверхностью «под полотно» и В с рисунком «под вельвет». Кроме матовых сортов были распространены также полуматовые. Глянцевые фотобумаги получили распространение в середине 1920-х годов, благодаря отходу от пикториализма в фотоискусстве в пользу «прямой» фотографии.
Тип поверхности задаётся в процессе отделки баритового подслоя с помощью специальных прессующих валов — каландров. Тиснёная фактура пропечатывается на баритовом подслое последним валом с соответствующим рельефом. Матовая поверхность достигается добавлением в эмульсию специальных веществ, например крахмала. Зеркального блеска (глянца) на глянцевых фотобумагах с баритовым подслоем достигают в процессе глянцевания, обычно после окончательной промывки. Бумаги на полиэтиленированной подложке с глянцевым типом поверхности сушатся без дополнительного глянцевания.

### Специальные типы фотобумаги
Аристоти́пная фотобума́га (от др.-греч. ἄριστος — наилучший и τύπος — отпечаток, изображение) — хлоросеребряная фотобумага с «дневным проявлением»: видимое изображение появляется непосредственно во время экспонирования солнечным светом. Лабораторная обработка заключается в фиксировании и промывке. Непригодна для проекционной печати, допуская только контактную.
Реверсивная фотобумага (обращаемая), (от лат. reversio — поворот) — фотобумага высокой светочувствительности, предназначенная для получения позитивного изображения методом обращения со слайда проекционной печатью. Чёрно-белая реверсивная фотобумага по спектральной чувствительности является ортохроматическим фотоматериалом и обрабатывается при красном свете. Применяется для изготовления копий с диапозитивов, а также с полутоновых и штриховых оригиналов. Для предупреждения размокания имеет лаковое покрытие. Выпускается обычно в рулонах и предназначена для применения в аппаратуре автоматической печати. В СССР выпускалась реверсивная фотобумага типа «ОЛ» (обращаемая лакированная) в рулонах.
Техническая фотобумага — предназначена для регистрации показаний приборов, копирования документов и чертежей и других целей. Выпускаются как галогеносеребряные, так и несеребряные (например, термографические). По назначению делятся на:
- регистрирующие:
  - осциллографная,
  - электрокардиографная,
  - фототелеграфная — ортохроматическая высокочувствительная фотобумага для воспроизведения изображения в фототелеграфном аппарате.
- светокопировальные:
  - Фотостатная негативная — высокочувстительная ортохроматическая контрастная. Копирование шриховых и полутоновых оригиналов путём фотосъёмки.
  - Фотостатная позитивная — среднечувствительная несенсибилизированная контрастная.
  - Для скоростного копирования — несенсибилизиованная контрастная. Рассчитана на малый по времени цикл обработки (около 3 минут).
  - Картографическая — низкочувствительная несенсибилизированная контрастная. Предназначена для изготовления наклеек путём отделения эмульсионного слоя от подложки.
  - Диазотипная — низкочувствительная, для контактного копирования в ультрафиолетовых лучах.

## Производители фотобумаги
Фотобумагу в настоящее время продолжают производить в промышленных масштабах, но спрос на неё значительно снизился. Пик общемирового производства традиционной светочувствительной фотобумаги пришёлся на 2001 год, составив 1,8 млрд. квадратных метров. В дальнейшем объёмы стали снижаться в связи с преимущественным распространением цифровых фотографий не в виде фотоотпечатков, а по сети Интернет и в социальных сетях. В России наиболее широко представлены фотобумаги Ilford, Foma, Forte, SIHL.
В Российской империи промышленное производство фотобумаги не было налажено, и в фотографии использовались импортные сорта. В СССР первая фотобумага была выпущена 7 августа 1929 года после перепрофилирования ленинградской фабрики мелованных бумаг «Возрождение». В дальнейшем это предприятие носило название «Позитив» и было крупнейшим производителем советских фотобумаг. Вторым по величине заводом был «Славич», первоначально построенный в 1931 году для производства киноплёнки в Переславле-Залесском.

## Типы фотобумаг СССР и России
К моменту распада СССР предприятиями выпускался широкий ассортимент фотобумаг, который с течением времени сильно сократился.

### Выпуск прекращен
- Йодоко́нт — йодохлоробромосеребряная фотобумага, предназначенная в основном для контактной печати. Низкочувствительная, малоконтрастная. Цвет получающегося изображения — зелёный, оттенок зависит от экспозиции, температуры раствора и времени проявления. При использовании истощённых растворов склонна к образованию жёлтой вуали. Применялась для создания отпечатков пейзажей[59];
- Контабро́м — хлоробромосеребряная малочувствительная фотобумага, выпускается полумягкая и нормальная. В зависимости от степени разбавления проявителя, даёт изображение от чёрно-коричневого до красно-оранжевого тона. Проявитель — гидрохиноновый с карбонатом натрия;
- Новобро́м — хлоробромосеребряная высокочувствительная фотобумага нормальной контрастности. Высокая разрешающая способность, тёпло-чёрный тон изображения;
- Фотоко́нт — хлоросеребряная фотобумага для контактной печати. Низкочувствительная. Имеет высокую оптическую плотность максимального почернения и нейтрально серый тон. Время проявления в стандартном проявителе № 1 1-2 мин;
- Фотоцве́т-1 и Фотоцве́т-2 — цветная многослойная фотобумага, предназначенная для печати с маскированных негативов[60];
- Самшит, Снежинка. Эти фотобумаги с полиэтиленированной подложкой обладали сокращённым временем промывки и не требовали процедуры глянцевания. Вместо баритового подслоя для повышения яркости светов на полиэтилен со стороны эмульсии наносились титановые белила. Каждый из типов полиэтиленированных фотобумаг является версией сортов с баритовым покрытием: фотографические характеристики «Самшита» аналогичны «Бромпортрету», а «Снежинка» наиболее близка сорту «Новобром». Выпуск этих типов освоен в 1980-х годах[61]. Несмотря на сокращённое время обработки, советские фотобумаги на полиэтиленированной подложке приобрели среди фотографов дурную славу, поскольку из-за частых отклонений от технологии изготовления бумаги, её отдельные партии после сушки коробились и скручивались. В отличие от традиционных фотобумаг, коробление которых легко устранимо, полиэтиленированные невозможно выпрямить;
- Монохро́м — черно-белая фотобумага на цветной подложке. Предназначалась для декоративных и оформительских работ, но в ряде случаев позволяла решать некоторые творческие задачи, для которых не подходило тонирование. Бумага выпускалась с подложками сиреневого, зелёного, красного, жёлтого и других цветов, при этом на ней ставилась дополнительная марка из буквенного кода, обозначавшего цвет. Например, бумага с сиреневой подложкой имела надпись «Монохром марки СР». По фотографическим характеристикам соответствовала «Униброму». Выпуск начат в начале 1980-х годов[62].

### Продолжают выпускаться
По состоянию на апрель 2017 года завод «Славич» продолжает выпуск ряда самых популярных фотобумаг для черно-белой фотографии:
- Берёзка — бумага с полиэтиленированной подложкой, выпуск налажен в 1980-х годах вместе со «Снежинкой» и «Самшитом». Как и эти типы, «Березка» обладает сокращённым временем промывки и не может быть подвергнута глянцеванию. Фотографические характеристики соответствуют бумаге «Унибром»[61];
- Бромпортре́т — бромосеребряная фотобумага с тёплым, коричневатым (до светло-коричневого при разбавлении проявителя) оттенком почернения[64]. Среднечувствительная, выпускалась мягкая, полумягкая и нормальная. Имеет очень высокие плотности максимального почернения и большой полезный интервал экспозиций;
- Бромэкспре́сс 400 БП — (ранее — Бромэкспре́сс-1) бромойодосеребряная фотобумага с нейтральным тоном на баритованной подложке. Выпуск начат в конце 1980-х годов. Высокочувствительная[65];
- Бромэкспре́сс 400 ПЭ — (ранее — Бромэкспре́сс-2) бромйодосеребряная фотобумага с нейтральным тоном на полиэтиленированной подложке. Выпуск начат в конце 1980-х годов вместе с фотобумагой «Бромэкспресс-1». Высокочувствительная. Фотографические характеристики соответствуют «Бромэкспресс-1»[65];
- Унибро́м — бромосеребряная фотобумага, наиболее массовая и разнообразная по характеристикам. Даёт изображение нейтрального тона[66]. Средней и высокой чувствительности.

## Форматы фотобумаги
В СССР в розничную продажу поступала листовая фотобумага следующих размеров: 6×9, 9×12, 9×14, 10×15, 13×18, 18×24, 24×30, 30×40, 40×50 и 50×60 сантиметров. Фотобумага упаковывалась в пачки по 20, 25, 50 или по 100 листов. Для профессиональной фотографии выпускалась рулонная фотобумага различной ширины, предназначенная как для автоматических принтеров, так и для ручной печати.
Современная листовая фотобумага выпускается в форматах от 3,5×5 до 30×40 дюймов (от 9×13 до 76×102 сантиметров). В минифотолабораториях наиболее распространена рулонная фотобумага шириной 10,2 см (4 дюйма), 12,7 см (5 дюймов), 15,2 см (6 дюймов), 20,3 см (8') и 30,5 см (12'), которая нарезается на форматы 3R (89×127 мм), 4R (102×152 мм) и более крупные.
В связи с широким распространением печати фотографий струйными принтерами для них выпускается фотобумага основанная на формате серии А стандарта ISO 216: А3, А4 (21×29,7 см), А5, А6. Также для сублимационных фотопринтеров японского производства выпускается бумага формата Хагаки (100×148 мм).